# 饮膳正要

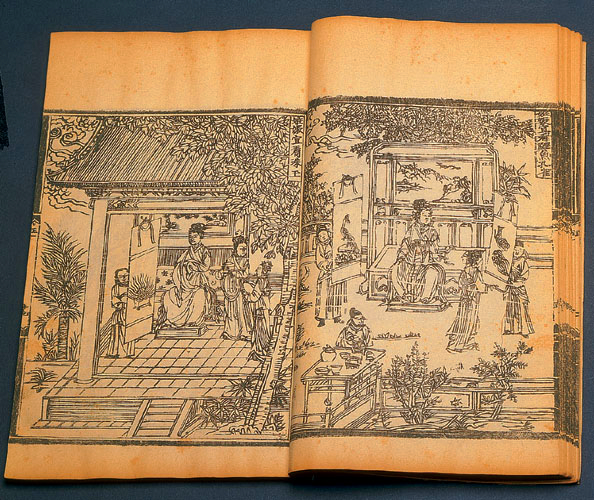
饮膳正要

饮膳正要是一部描写饮食和营养的书籍，作者为忽思慧，成书并出版于公元1330年（元至顺元年），该书内容包括各种食物原材料，蔬菜，水果的介绍，也包括医疗卫生以及历代名医的药方，全书整版人物风景插图21幅，单个物体插图167幅，是中国古代第一部也是世界上最早的较为系统的饮食卫生与营养保健专著，对于研究中国的的医药科技史具有重要的意义。。《本草纲目》也引用了该书的有关内容。。
《饮膳正要》共分三卷，卷一讲各类食物禁忌；卷二讲原料，饮料和食疗；卷三讲粮食、蔬菜、各种肉类和水果等。《饮膳正要》的元刻本已失传，现在存有明经厂刊本与几种近现代的影印本。。